# Thalía con banda: Grandes éxitos
Thalía Con Banda: Grandes Éxitos je druhé výběrové album největších hitů od Thalíe, které vyšlo 28. srpna 2001. Album obsahuje Thalíiny největší hity ve stylu banda, zahrnutý jsou i dvě novinky "La Revancha" a "Cuco Peña" a dva remixy "Piel Morena" a "Amor a la Mexicana". Dále obsahuje písně jako například "Piel Morena" (z alba En éxtasis), "Amor a la Mexicana" (z alba Amor a la Mexicana), "Por Amor" (z alba Amor a la Mexicana), "Arrasando" (z alba Arrasando) anebo také úvodní skladbu skladby ze stejnojmenné telenovely "Rosalinda" (z alba Arrasando).

## Seznam písní
1. "Amor a la Mexicana" – 4:01
2. "Piel Morena" – 4:38
3. "Rosalinda" – 3:54
4. "Quiero Hacerte el Amor" – 3:48
5. "Arrasando" – 4:00
6. "Cuco Peña" – 3:51
7. "Por Amor" – 3:55
8. "Entre el Mar y una Estrella" – 3:32
9. "Maria la del Barrio" – 3:57
10. "Noches sin Luna" – 3:51
11. "La Revancha" – 4:03
12. "Gracias a Dios" – 3:47
13. "Amor a la Mexicana" [Emilio Mix] – 4:00
14. "Piel Morena" [Emilio Mix] – 4:43

## Umístění ve světě
| Hitparáda                      | Umístění |
| ------------------------------ | -------- |
| Mexiko Top 100                 | #1       |
| USA Billboard Top Latin Albums | #2       |
| USA Billboard 200              | #166     |
| Řecko                          | #1       |
| Israel                         | #1       |
| Španělsko                      | #7       |

| Prodejnost | Počet     |
| ---------- | --------- |
| Celkem     | 1,000,000 |